# William Troost-Ekong
William Troost-Ekong (Haarlem, 1 september 1993) is een Nigeriaans-Nederlands voetballer  die doorgaans als verdediger speelt. Hij verruilde in september 2020 Udinese voor Watford FC dat hem op 24 januari 2023 uitleende aan Salernitana. Troost-Ekong debuteerde in 2015 in het Nigeriaans voetbalelftal.

## Clubcarrière
Hij is een zoon van een Nederlandse moeder en Nigeriaanse vader. Hij begon bij SV Overbos voor hij naar een kostschool in Engeland verhuisde waar hij bij Bishop's Stortford ging spelen. 
Troost-Ekong kwam in 2008 op 13-jarige leeftijd bij Fulham FC en werd in 2010 overgenomen door Tottenham Hotspur. Hij kwam bij de Engelse club echter niet verder dan het tweede elftal. In juli 2013 maakte hij transfervrij de overstap naar FC Groningen. Hij tekende een contract voor twee seizoenen met een optie voor nog twee seizoenen. Hij debuteerde voor Groningen in de thuiswedstrijd tegen RKC Waalwijk op 21 september 2013, maar maakte op 29 juni 2013 al officieus zijn debuut in het eerste elftal van FC Groningen als proefspeler tegen RWE Eemsmond.
Op 29 januari 2014 werd hij tot het einde van het seizoen 2013/14 verhuurd aan FC Dordrecht. Met Dordrecht dwong Troost-Ekong in mei 2014 promotie af naar de Eredivisie. Ook in het seizoen 2014/15 speelde hij op huurbasis voor Dordrecht, waarmee hij in dat seizoen weer uit de Eredivisie degradeerde. FC Groningen besloot de optie voor twee extra seizoenen niet te lichten, zodat zijn contract in de zomer van 2015 afliep.
Een maand later tekende Troost-Ekong een contract bij KAA Gent, dat hem meteen voor ander anderhalf jaar verhuurde aan het Noorse FK Haugesund. Bij de club werd hij in het seizoen 2016 aanvoerder, werd Europees voetbal behaald en werd hij uitgeroepen tot speler van het jaar. Na het seizoen 2016 keerde hij terug naar Gent. Hij debuteerde bij KAA Gent in de thuiswedstrijd tegen Sporting Charleroi op 20 januari 2017, die met 1-0 gewonnen werd. In juli 2017 tekende Troost-Ekong een driejarig contract bij het Turkse Bursaspor, waar hij uiteindelijk één seizoen zou blijven. In augustus 2018 vervoegde hij het Italiaanse Udinese. In september 2020 ging hij naar Watford FC dat uitkomt in de Football League Championship. Op 24 januari 2023 verruilde Troost-Ekong Watford voor Salernitana in de Serie A op huurbasis.

## Clubstatistieken
| Seizoen        | Club           | Competitie     | Competitie | Competitie | Beker | Beker | Internationaal | Internationaal | Totaal | Totaal |
| Seizoen        | Club           | Competitie     | Wed.       | Dlp.       | Wed.  | Dlp.  | Wed.           | Dlp.           | Wed.   | Dlp.   |
| -------------- | -------------- | -------------- | ---------- | ---------- | ----- | ----- | -------------- | -------------- | ------ | ------ |
| 2013/14        | FC Groningen   | Eredivisie     | 2          | 0          | 0     | 0     | –              | –              | 2      | 0      |
| 2013/14        | → FC Dordrecht | Eerste divisie | 11         | 0          | 0     | 0     | –              | –              | 11     | 0      |
| 2014/15        | → FC Dordrecht | Eredivisie     | 22         | 0          | 1     | 0     | –              | –              | 23     | 0      |
| 2015           | → FK Haugesund | Tippeligaen    | 13         | 0          | 0     | 0     | –              | –              | 13     | 0      |
| 2016           | → FK Haugesund | Tippeligaen    | 24         | 3          | 4     | 1     | –              | –              | 28     | 4      |
| 2016/17        | KAA Gent       | Eerste klasse  | 8          | 0          | 0     | 0     | 0              | 0              | 8      | 0      |
| 2017/18        | Bursaspor      | Süper Lig      | 27         | 2          | 4     | 0     | 0              | 0              | 31     | 2      |
| 2018/19        | Bursaspor      | Süper Lig      | 1          | 1          | 0     | 0     | 0              | 0              | 1      | 1      |
| 2018/19        | Udinese        | Serie A        | 35         | 0          | 0     | 0     | 0              | 0              | 35     | 0      |
| 2019/20        | Udinese        | Serie A        | 30         | 0          | 1     | 0     | 0              | 0              | 31     | 0      |
| 2020/21        | Udinese        | Serie A        | 0          | 0          | 0     | 0     | 0              | 0              | 0      | 0      |
| 2020/21        | Watford FC     | Championship   | 32         | 1          | 1     | 0     | 0              | 0              | 33     | 1      |
| 2021/22        | Watford FC     | Premier League | 17         | 0          | 1     | 0     | 0              | 0              | 18     | 0      |
| 2022/23        | Watford FC     | Championship   | 15         | 1          | 2     | 0     | 0              | 0              | 17     | 1      |
| 2022/23        | → Salernitana  | Serie A        | 0          | 0          | 0     | 0     | 0              | 0              | 0      | 0      |
| Carrièretotaal | Carrièretotaal | Carrièretotaal | 237        | 8          | 14    | 1     | 0              | 0              | 251    | 9      |

## Interlandcarrière
Troost-Ekong was jeugdinternational en kwam onder andere uit in het Nederlands voetbalelftal onder 19 onder Wim van Zwam en het Nederlands beloftenelftal onder 20. Hij werd in 2015 door Stephen Keshi opgenomen in de Nigeriaanse selectie voor de kwalificatiewedstrijden voor het Afrikaanse kampioenschap in 2017. Hij maakte op 13 juni 2015 zijn debuut voor Nigeria als basisspeler in een wedstrijd tegen Tsjaad die met 2-0 werd gewonnen. Troost-Ekong maakte deel uit van de Nigeriaanse selectie op de Olympische Zomerspelen 2016 waarmee hij een bronzen medaille won. Op 7 februari 2024 scoorde hij een penalty in de halve finale van de Afrika Cup. Hierdoor zorgde hij ervoor dat de wedstrijd 1-1 eindigde en er penalty’s moesten worden genomen. Nigeria won deze penaltyreeks mede door weer een gescoorde penalty van Troost-Ekong. Op 11 februari 2024 scoorde hij in de met 2-1 verloren finale van de Afrika Cup het openingsdoelpunt tegen Ivoorkust. 